# Larry Lieber
Lawrence D. Lieber ( /ˈliːbər/; Manhattan, 26 de octubre de, 1931) es un guionista y dibujante de cómics estadounidense, más conocido como cocreador de los superhéroes de Marvel Iron Man, Thor, y Ant-Man. Se le conoce también por su largo tiempo escribiendo y dibujando el cómic wéstern de Marvel Rawhide Kid, así como por ilustrar la tira cómica de periódico The Amazing Spider-Man entre 1986 yseptiembre de 2018. De 1974 a 1975, fue editor de Atlas/Seaboard Comics. Lieber es el hermano menor del escritor y editor de Marvel Comics, Stan Lee.

## Primeros años
Larry Lieber nació en Manhattan, Nueva York, siendo el segundo hijo de padres inmigrantes judíos rumanos: Celia (Solomon; 1898-1947) y Jack Lieber (1893-1964), y hermano de Stanley Martin Lieber, más tarde conocido como el editor y empresario de Marvel Comics, Stan Lee (1922-2018). Cuando Larry tenía seis meses, la familia se mudó a El Bronx, en lo que Lee describió como un «apartamento [de un solo cuarto] en el tercer piso con una ventana a la parte de atrás», en la que él y Larry compartían una cama mientras sus padres usaban un sofá plegable. A los «diez años y medio, más o menos», mientras su hermano estaba en el ejército de los Estados Unidos, Lieber y sus padres regresaron a Manhattan y se mudaron al vecindario de Washington Heights. Ya interesado en el arte y el dibujo para esa época, asistió a la escuela secundaria George Washington allí.
Lee escribió en su autobiografía que cuando Larry era adolescente, la madre de los chicos murió y Lieber se fue a vivir con su hermano y su cuñada, Joan, lo que provocó que los tres se mudaran a Woodmere, Nueva York, en Long Island. Lee describió en otra parte que la mudanza a una casa de dos pisos y tres habitaciones ocurrió en 1949, cuando Larry tendría 17 o 18 años. Como Lieber rememoró ante el historiador de los cómics Daniel Best, «Mi madre murió cuando yo tenía 16 años. Mi hermano había regresado del Servicio [militar], acababa de casarse y se mudó de Nueva York a Long Island. Viví con él por un tiempo y no funcionó tan bien. Quería irme, así que me fui. Era muy joven y tenía un par de trabajos».
A los 17 años, Lieber se convirtió en mensajero del The New York Times y también encontró trabajo en el estudio de Sam Furber en Times Square, un letrista cuyo trabajo incluía carteles de películas. Durante aproximadamente un año y medio, vivió en el desaparecido Hotel Manhattan Towers, un hotel residencial en Broadway y West 76th Street en Manhattan.

## Carrera profesional

### Trabajo temprano
En 1941, Lee fue nombrado editor de Timely Comics, editorial que se convertiría el futuro Marvel Comics, y que para entonces era una división de una editorial propiedad de un pariente, Martin Goodman. Lieber comenzó a trabajar para Goodman como asistente de arte en el área de revistas, «haciendo maquetas. ... Yo trabajaba durante el día e iba a [la escuela de arte del Instituto Pratt , en Brooklyn] por las noches». Allí, Lieber comenzó a ilustrar cómics; su primer crédito conocido es dibujar y entintar la historia de cuatro páginas de historietas historieta policíaca «Cop on the Beat», de un escritor desconocido, en All True Crime # 44 (portada de mayo de 1951).
En 1951, se enlistó en la Fuerza Aérea de los Estados Unidos, comenzando cuatro años de servicio militar. Sirviendo durante la guerra de Corea, pasó dos de esos años en Okinawa, después de haber realizado su entrenamiento de campo de en la desaparecida Base de la Fuerza Aérea Sampson, cerca de la región de Finger Lakes en el estado de Nueva York.

### 1950
Después de regresar del servicio militar, Lieber asistió a la Art Students League de Manhattan. «Todavía quería ser artista y hacer cómics, pero tenía en mente convertirme con el tiempo en ilustrador», dijo en 1999. «Estaba dibujando, pero era lento». De nuevo empezó a dibujar para su hermano, el editor Stan Lee, en el precursor de Marvel Comics en la década de 1950, conocido generalmente como Atlas Comics, aunque no se sabe si como parte del personal o como artista freelance. Como fuere, su siguiente crédito confirmado fue el dibujo y tintas de la historia de tres páginas «A word to conquer» en Journey into Unknown Worlds # 52 (diciembre de 1956), seguida de guiones en cómics románticos de Atlas tales como Love Romances, Love Tales, Stories of Romance, True Tales of Love o The Romances of Nurse Helen Grant en los números de abril a agosto de 1957 y julio de 1958. En tanto no era una práctica estándar de la industria durante este tiempo dar créditos a guionistas y dibujantes, es posible que Lieber haya hecho más. Recordaba que en 1999 había escrito algunas o todas estas historias él mismo, «porque recuerdo que Stan me decía: "Escribes romances muy bien"». En 1958, luego de una caída económica para el editorial y el despido de prácticamente todos los empleados de la línea de cómics excepto Lee, «Stan dijo que quería que alguien lo ayudara a escribir, y no tenía a nadie entonces; lo estaba haciendo todo él mismo. Le dije: "No soy realmente guionista." Me dijo: "Ay, he leído tus cartas"».
Lieber, que para entonces estaba viviendo en el complejo de apartamentos de Tudor City en Manhattan, comenzó a trabajar independientemente de manera regular para los nacientes Marvel Comics, «escribiendo guiones para que Jack [Kirby] las dibujara», refiriéndose al artista que había cocreado Capitán América para la compañía en 1940 y recientemente había regresado para un período largo y exclusivo en el que Kirby cocrearía muchos personajes emblemáticos de Marvel en la Edad de Plata de los cómics. En este punto, a finales de la década de 1950, Kirby estaba dibujando historias de ciencia ficción/fantasía seguidas de historias de monstruos gigantes en lo que los coleccionistas e historiadores llaman cómics de «Marvel pre-superhéroes», principalmente Journey into Mystery, Strange Tales, Tales of Suspense y Tales to Astonish. Como Lieber recordaba sobre estos títulos de criaturas:

Stan inventaba la trama, luego me la daba y yo escribía el guión. Tudor City tenía un parque, y cuando estaba agradable me sentaba allí y desglosaba la historia cuadro por cuadro. No estaba seguro de poder simplemente sentarme a escribir un guión. Como sabía dibujar, pensaba: 'Oh, en esta toma un tipo vendrá hacia aquí ... en esta toma habrá a un tipo mirándolo desde arriba', y luego me sentaba a la máquina de escribir y lo escribía. Después de un tiempo, simplemente iba a la máquina de escribir. ... Todos estos eran guiones por adelantado [que Kirby ilustraría].

El primer guion de Lieber para Marvel pre-superhéroes, tentativamente confirmado, fue para las seis páginas de «I Am the Beast-Man» de Don Heck, en Strange Tales # 77 (octubre de 1960), y su primer guion confirmado es el de 13 páginas «I Led the Strange Search for Manoo»,  dibujada por Kirby y entintada por Dick Ayers, en Amazing Adventures # 2 (julio de 1961).

### Superhéroes de Marvel y el Rawhide Kid
Con las tramas de Stan Lee, Lieber continuaría escribiendo las historias de origen de debut y otras apariciones tempranas de los superhéroes Thor (cocreado con Jack Kirby) en Journey into Mystery, Iron Man (cocreado con Kirby y Don Heck) en Tales of Suspense, y Ant-Man (cocreado con Kirby) en Tales to Astonish. Esto incluyó la creación de los nombres de sus respectivos alter ego: Don Blake, Tony Stark y Henry Pym. Su primer trabajo con superhéroes, la primera aparición de Thor en Journey into Mystery # 83 (agosto de 1962), introdujo uno de los pilares del Universo Marvel, el místico metal «uru», del que está hecho Mjolnir, el martillo de Thor. Como recuerda Lieber, «me gustó algo; era breve. Es fácil para el letrista; lo van a usar todo el tiempo. No sé de dónde diablos se me ocurrió. Solía sacar nombres del final del diccionario, de la sección biográfica donde tienes nombres extranjeros, en ruso, esto y aquello. Solía ir y juntar partes de nombres».
Como lo recordaba Stan Lee, con su estilo jocoso característico, en 1974,

Hasta entonces, yo había escrito todas las historias de origen de cada nuevo personaje, así como las historias de seguimiento posteriores en cada serie. Pero ahora era imposible. Simplemente no tenía tiempo para continuar con The Fantastic Four, The Hulk, Spider-Man y otros cómics  Western, de misterio, romance, humor y una variedad de historias de monstruos que estaba escribiendo y al tiempo hacerle justicia a nuestro título más nuevo que apenas nacía. ... [Además, era simplemente demasiado arriesgado para mí no estar preparando a otros escritores para llenar el hueco si fuera necesario.

Necesitaba que alguien escribiera el nuevo título, que con suerte sería el cuarto ganador de Marvel en nuestra pequeña lotería de superhéroes. Inspeccionando lentamente a todo nuestro inmenso personal entero de guionistas—que consistía principalmente en mí y en cualquier guionista freelance ocasional que hubiera entrado a hacer una llamada telefónica gratuita—mi ... mirada se posó sobre ... Larry Lieber—y recordé que él muchas veces había expresado el deseo de escribir una historia de superhéroes. ..

Lieber en 1999 recordaba las circunstancias de forma menos hiperbólica: «Thor era sólo otra historia. No pensé en eso en absoluto. Stan dijo: "Estoy tratando de inventar un personaje", y me dio la trama y me dijo: "¿Por qué no escribes la historia?"» Bajo la trama de Lee, las ocho historias de Thor de Lieber también introdujeron a los personajes de Marvel Loki, Odín y Balder, del panteón de dioses mitológicos nórdicos, su hogar, Asgard, y Bifröst el puente de arcoíris, que conectaba ese reino con la Tierra. Para otra serie, protagonizada por la Antorcha Humana de los Cuatro Fantásticos, Lieber cocreó al supervillano de larga data, el Mago en Strange Tales # 102 (noviembre de 1962).
Sin embargo, después de la primera historia de Iron Man en Tales of Suspense # 39 (marzo de 1963), Lee reemplazó a Lieber con Robert Bernstein, escribiendo como «R. Berns», en los siguientes siete números antes de que Lee asumiera las riendas de algunas historias. Don Rico, escribiendo como «N. Korok», siguió durante un período de dos números. Lee luego asumió el cargo de guionista regular durante los siguientes años. Lieber escribió las primeras nueve historias de Ant-Man (después de la introducción del personaje sin usar disfraz meses antes) en Tales to Astonish # 35-43 (septiembre de 1962 - mayo de 1963) antes de que el veterano Ernie Hart hiciera cinco números, seguido de Lee asumiendo el control. Como explicó Lieber, Lee

... no siempre era la persona más paciente y yo tenía problemas [escribiendo] los diálogos y me decía: "¿Por qué dijiste eso? Podrías haberlo dicho de esta manera, o de esta o de esa manera", y yo me voy dando cuenta, sí, no lo pienso así de esa manera o de esta manera. Entonces, en cualquier caso, finalmente creo que en un momento se exasperó un poco y dijo: "Voy a contratar a algunos de los viejos profesionales". Recordaba a escritores del pasado. ... Todavía me daba trabajo, no quería quitarme el trabajo, pero estaban sacando algunas revistas más. Así que contrató a alguien y luego, la semana siguiente, cuando volví con él, dijo: ... "Larry, sabes algo, no eres bueno, pero eres mejor que estos otros tipos". Así que esa fue mi primera victoria si quieres llamar a eso una victoria, ¿verdad? Los demás son peores que yo.

Lieber, quien acredita a Lee como un buen editor, escritor y profesor de escritura, dijo que su hermano hizo muy pocos cambios editoriales en los guiones de Lieber. «Lo repasaba y ... si era en los primeros años, podría corregir o cambiar una línea o dos. Pero siempre lo usaba. ... Ya sabes, nunca tuve que ir a casa y volver a hacerlo desde cero. Era muy relajado, me estaba demostrando ... y hacía algunas pequeñas correcciones. Y a medida que pasaba el tiempo, tenía menos que correcciones que hacer».
Lieber dejó en gran parte a los superhéroes para escribir y dibujar lo que sería su serie insignia, el Wéstern de Marvel Rawhide Kid, comenzando con el número 41 (agosto de 1964) y continuando hasta 1973 (después de lo cual se convirtió en un título de reimpresión). Lieber recordaba,

No recuerdo por qué quise hacerlo, en particular. Creo que quería un poco más de libertad. No hice lo suficiente de superhéroes para saber si me gustaban. Lo que no prefería era el estilo que se estaba desarrollando. No me atraía. ... Quizás había demasiado humor en ello, o demasiado algo. ... Recuerdo, en ese momento, quería hacerlo todo serio. No quería darle un tono ligero. Cuando hice Rawhide Kid, quería que la gente llorara como si estuvieran viendo High Noon o algo así.

 ... No tengo muy claro lo de dejar a los superhéroes e ir a Rawhide Kid. Sé que en el momento quería, ¿cuál es la expresión?, un poco de espacio para mí o algo, y quería dibujar un poco de nuevo.

Lieber también dibujó The Amazing Spider-Man Annual # 4-5 (1967-1968), este último presentando en flashback a los difuntos padres del protagonista Peter Parker; coescribió y codibujó la primera historia en solitario del Doctor Doom, en Marvel Super-Heroes # 20 (mayo de 1969), e hizo otros trabajos ocasionales, incluyendo, para las revistas masculinas de Magazine Management, varias historias de la historieta de comedia subida de tono Pussycat.
Con el final de su tiempo en Rawhide Kid, Lieber encontró poco trabajo adicional de parte de Marvel. Escribió y ocasionalmente también dibujó algún que otro western o alguno de la historieta bélica Sgt. Fury o una historia independiente en alguna de las revistas en blanco y negro de la línea Marvel, como Vampire Tales o Haunt of Horror. «No fue un período muy fácil», dijo en 1999. «Necesitaban portadas de reimpresiones de superhéroes, y yo podía hacerlas en estilo casi como el de Kirby». Consideró buscar trabajo en su rival DC Comics, como hicieron otros escritores y artistas de Marvel, pero descubrió que «yo era el único que nunca podría hacer eso porque ese era el precio de que Stan fuera mi hermano. Así que nunca pude hacer eso. ... Habrían pensado que Stan Lee estaba enviando un espía o algo, ya sabes. Que yo iría a ver lo que estaban haciendo y después volvería o lo que sea. Así que no pude hacer eso, no pude trabajar».

### Atlas/Seaboard y regreso a Marvel
En 1974, Lieber dejó Marvel para asumir una dirección editorial en Atlas/Seaboard Comics, el término que los historiadores y coleccionistas de cómics utilizan para referirse a la línea «Atlas Comics» publicada por Seaboard Periodicals, para diferenciarla del predecesor de Marvel Comics de la década de 1950, Atlas Comics. El fundador y editor de Marvel Comics, Martin Goodman, dejó Marvel en 1972, después de haber vendido la compañía en 1968, y lanzó esta nueva compañía en junio de 1974 para enfrentarse cara a cara con Marvel y DC Comics. Contrató a Lieber para que fuera editor de las revistas de cómics en blanco y negro de Atlas y, además, contrató al veterano de Warren Publishing, Jeff Rovin, para editar la línea de cómics en color, que pronto cayó bajo la dirección de Lieber.
Como describió Lieber, en una entrevista de 1999, hablando de su experiencia como editor:

Cuando fui allí, Martin sacó dos tipos de revistas. Estaba publicando historietas en color y también publicaría historietas en blanco y negro como Warren y Marvel. Ahora, yo no sabía nada sobre cómics en blanco y negro, ¿verdad? Mi única experiencia fue en los cómics a color. Jeff Rovin venía de Warren y no sabía nada sobre cómics a color. Martin, lamentablemente, puso a Jeff a cargo de todos los cómics en color y me puso a mí a cargo de las revistas en blanco y negro. Fue algo desafortunado, y básicamente lo que sucedió fue que los libros de Jeff no salieron tan bien ... Martin tuvo que pagar altas tarifas de artistas freelance, porque de lo contrario nadie trabajaría para una empresa nueva y no probada ... No funcionó muy bien, y Jeff finalmente se fue enojado o algo así, y tuve que hacerme cargo de todas sus revistas. En este punto, el negocio iba mal y traté de hacer lo que pude. Una de las cosas que tuve que hacer fue recortar tarifas y decirle a la gente que iban a ganar menos dinero, lo cual no era una posición envidiable.

Cuando Atlas fracasó a finales de 1975, Lieber recibió una indemnización por despido de seis meses y dedicó un tiempo a intentar idear una tira cómica de periódico para distribución. Lee le ofreció entonces la dirección editorial de Marvel UK, con sede en la ciudad de Nueva York, sello editorial que producía cómics reimpresos en blanco y negro para el mercado del Reino Unido, así como historias nuevas del superhéroe Capitán Britania. Con el coguionista Gary Friedrich principalmente, Lieber escribió el artículo principal de siete páginas del héroe en el semanario Captain Britain # 24-37 (23 de marzo - 22 de junio de 1977), y, con el coguionista Jim Lawrence, aventuras del Capitán Britania en Super Spider-Man # 233-246 de Marvel UK (27 de julio-26 de octubre de 1977). Lieber también escribió y dibujó dos historias de Spider-Man, en Web of Spider-Man # 21 y 25 (diciembre de 1986, abril de 1987). 

### Historietas de periódico de Hulk y Spider-Man
En 1978, Lieber comenzó a dibujar y, a veces, a entintar la nueva tira cómica diaria y dominical The Incredible Hulk, escrita por Lee y distribuida por el Register and Tribune Syndicate. Además, comenzó a escribirlo a principios de 1979. Aunque abandonó el papel de dibujante regular en la primavera de 1979 y el papel de guionista regular a mediados de 1982, todavía escribiría y dibujaría una entrega ocasional hasta el final de la tira en septiembre de 1982. Lieber dijo que Lee le hizo un elogio poco común sobre la tira de Hulk y le dijo a su hermano: "[E]s muy buena. También creo que es incluso más dramático que [la tira cómica de] Spider-Man».
En 1980 y 1981, al mismo tiempo que la tira de Hulk, Lieber contribuyó en alguna medida con los dibujos en la tira cómica diaria y dominical The Amazing Spider-Man hasta que Fred Kida asumió el cargo de dibujante habitual. Lieber luego sucedió a Kida en la tira diaria en 1986. Lieber también volvió a dibujar la página dominical desde 1990 hasta al menos 1995.
Lieber recordaba en 2007,

Hulk era bastante popular en la televisión, así que dibujé El [Increíble] Hulk. Stan lo estaba escribiendo y después de un tiempo a The Hulk' no le estaba yendo bien ... y Stan decidió dejarlo, o dejar su parte. Dijo: "Larry, si quieres, puedes escribir The Hulk y dibujarlo". Así que una vez más estaba escribiendo y dibujando, y disfruté incluso más que con el Rawhide Kid. Inventé historias que me gustaron mucho y duraron un rato. Después de eso, después de Hulk, Stan se fue. Creo que se fue a Hollywood o a California y fue entonces cuando Jim Shooter entró [como editor en jefe de Marvel] y se hizo cargo. Yo no tenía ningún trabajo fijo en ese entonces. Hice algunas historias de inventario [en los libros de historietas] o cosas diferentes, hasta que finalmente necesitaron a alguien, un artista, en la tira [cómica] de Spider-Man, que Fred Kida había estado haciendo hasta que se jubiló. Probaron con alguien más y no funcionó y me lo ofrecieron y comencé a hacerlo y lo he estado haciendo durante 20 años, ya van a ser.

En una entrevista de 2010, Lieber describió cómo colaboró con Lee en la tira de The Amazing Spider-Man : «Recibo un guion completo. Puedo hacer ciertos cambios, si lo deseo, y todo eso, pero es un guion completo, lo cual agradezco. ... Lo llamo todas las semanas. Reduzco los lápices y los envío por fax. Intento terminarlo, pero a veces no puedo, así que solo ve borradores, pero eso es lo suficientemente bueno para que se haga una idea de si capturé la escena correctamente. Luego lo repasa y, por lo general, cambia cosas en la escritura y, a veces, en el arte. Cuando ha hecho correcciones, afortunadamente he estado de acuerdo con ellas». Se retiró de dibujar la tira en julio de 2018. Su tira final se publicó el 8 de septiembre de 2018.

## Premios
Lieber recibió un premio de los Inkpot Awards de 2003 en el San Diego Comic-Con International. En 2008, fue uno de los dos ganadores del Premio Bill Finger de ese año, que anualmente honra a un creador de cómics vivo y otro fallecido. El premio fue entregado el 25 de julio de 2008, durante la ceremonia de los premios Will Eisner Comic Industry Awards de 2008 en Comic-Con International.